# 中期兒童
中期兒童指的是兒童在4歲到8歲這階段。在這階段，兒童一般都已開始上學。

## 4歲
4歲是兒童最早入學的可能年齡。在這之前，兒童一般未有足夠的自理能力。因此，即使有學校願意收4歲以下的幼童，但他們一般都未有能力在課堂裡學習，而只是接受托兒的服務。在一般的幼稚園，4歲的兒童會被編入「BB班」或「幼稚園低班」。

## 5歲
在美國，5歲的兒童已經可以進入小學的Pre-school，即「學前級」。

## 6歲
6歲是兒童在前運算階段的時期，一般國家會讓這個年齡的兒童開始入讀小學，但亦有國家選擇在5歲（例如：美國）或8歲時才讓兒童入學。

## 8歲
在踏入9歲，兒童開始步入人生的另一階段，踏入青少年前期（pre-teen）。